# Velký zvon
Velký zvon är ett berg i Tjeckien.   Det ligger i regionen Plzeň, i den västra delen av landet, 140 km väster om huvudstaden Prag. Toppen på Velký zvon är 862 meter över havet, eller 86 meter över den omgivande terrängen. Bredden vid basen är 1,4 km.
Terrängen runt Velký zvon är kuperad åt sydost, men åt nordväst är den platt. Runt Velký zvon är det ganska tätbefolkat, med 75 invånare per kvadratkilometer. Närmaste större samhälle är Bělá nad Radbuzou, 7,4 km nordost om Velký zvon. I omgivningarna runt Velký zvon växer i huvudsak blandskog.